# Février 1933
Cette page présente les faits marquants du mois de février 1933.

## Événements
- 1er février : 
  - Élection du général Tiburcio Carías Andino comme président du Honduras. Il s’ensuit une guerre civile de deux mois au terme de laquelle s’instaure une dictature de fer qui promet aux opposant « encierre, destierro y entierro » (« la prison, l’exil ou la tombe »).
  - Dissolution du parlement (Reichstag) par le Président Hindenburg à la demande de Hitler.

- 3 février (Indes orientales néerlandaises) : Tea Agreement limitant la production de thé.

- 4 février, Allemagne : dernière édition du journal du SPD Vorwärts.

- 4 - 14 février (Indes orientales néerlandaises) : à la suite de la réduction de leur solde, les marins néerlandais du croiseur De Zeven Provinciën se mutinent et le navire doit être bombardé par l’aviation.

- 6 février : Hermann Göring est chargé de prendre le contrôle total de la Prusse dont le gouverneur est déposé et le Parlement dissous.

- 8 février : premier vol de l'avion de ligne Boeing 247.

- 16 février : signature du pacte de la Petite Entente (Tchécoslovaquie, Roumanie et Yougoslavie), qui est dotée d’une organisation permanente.

- 19 février :
  - France : création de la Loterie Nationale.
  - Grand Prix de Pau.

- 20 février : premier vol du Loire 45.

- 21 février : après avoir lancé un appel à la création d’un front uni socialiste et communiste, l’écrivain Heinrich Mann est contraint à l’exil.

- 22 février : 
  - la SA, la SS et le Stahlhelm, Bund der Frontsoldaten deviennent « police auxiliaire ».
    - Aussitôt commence un déferlement de violences contre les communistes.

  - Malcolm Campbell roule à 437,320 km/h à bord du Blue Bird et établit ainsi un nouveau record de vitesse terrestre.

- 23 février : l'empire du Japon occupe le Rehe (Chine).

- 24 février : 
  - Première émission officielle de télévision en France par Radio PTT au cours d’une réception en l’honneur d’Édouard Branly.
  - La SDN ne reconnaît pas l’État du Mandchoukouo créé par le Japon.

- 27 février : incendie du Reichstag. Le gouvernement rend responsable les communistes et procède aux premières arrestations dans les milieux de gauche. Les premiers camps de concentration sont créés.

- 28 février : décret présidentiel pour la protection du peuple et de l'État. (Reichstagsbrandverordnung)
  - Abrogation des droits fondamentaux : début de la révolution.
  - Mise en place de la dictature nazie et début du Troisième Reich.

## Naissances
- 1er février : Wendell Anderson, homme politique et joueur de hockey sur glace américain († 17 juillet 2016).
- 2 février :
  - Sara bint Fayçal Al Saoud, philanthrope et parlementaire saoudienne.
  - Charles Fèvre, homme politique français († 28 mars 2015).
  - Jorge Valls, écrivain, opposant et militant pour la démocratie cubain († 22 octobre 2015).
  - Élisabeth de Wurtemberg, duchesse de Wurtemberg puis princesse des Deux-Siciles († 27 janvier 2022).
- 4 février : Jimmy Murray, footballeur écossais († 10 juillet 2015).
- 5 février : Miguel d'Escoto Brockmann, diplomate et prêtre catholique nicaraguayen († 8 juin 2017).
- 6 février : 
  - Bernard Lorraine, écrivain français († 21 mars 2002).
  - Michel Vovelle, historien français († 6 octobre 2018).
- 7 février : Kairshasp Nariman Choksy, avocat et homme politique srilankais († 5 février 2015).
- 8 février : Joseph-Arpad de Habsbourg-Hongrie, prince palatin de Hongrie († 30 avril 2017).
- 9 février : Ronnie Claire Edwards, actrice américaine († 14 juin 2016).
- 10 février :
  - Faramarz Payvar, musicien et compositeur iranien († 9 décembre 2009).
  - Richard Schickel, auteur et journaliste américain († 18 février 2017).
- 12 février :
  - Alain de Chambure, ingénieur et musicien français († 3 avril 2010).
  - Bruno O'Ya, acteur et chanteur estonien († 9 octobre 2002).
- 13 février :
  - Costa-Gavras, réalisateur français d'origine grecque.
  - Kim Novak, (Marilyn Novak), actrice américaine.
  - Paul Biya, homme d'État camerounais, président de la République camerounaise depuis le 6 novembre 1982.
  - Emanuel Ungaro, couturier français († 21 décembre 2019).
- 15 février : Kelvin Edward Felix, ecclésiastique catholique dominiquais († 30 mai 2024).
- 17 février : Lucienne Moreau, actrice française († 16 janvier 2022).
- 18 février : 
  - Yoko Ono, artiste japonaise, deuxième femme de John Lennon.
  - Frank Moores, premier ministre de Terre-Neuve-et-Labrador († 10 juillet 2005).
- 22 février : 
  - Nina Simone, chanteuse américaine († 21 avril 2003).
  - Roger Gicquel, journaliste, présentateur de télévision, producteur et écrivain français († 6 mars 2010).
  - Nicholas Pileggi, écrivain américain.
- 24 février : Leon Van Daele, coureur cycliste belge († 30 avril 2000).
- 26 février : Lubomyr Husar, cardinal ukrainien, archevêque gréco-catholique de Lviv († 31 mai 2017).
- 28 février : Robert Grondelaers, coureur cycliste belge († 22 août 1989).

## Décès
- 13 février : Søren Lund, peintre danois (° 12 décembre 1852).
- 14 février : Julien t' Felt, peintre et illustrateur belge (° 14 novembre 1874).
- 15 février : Pat Sullivan, dessinateur de bandes dessinées américain, créateur de Félix le Chat (° 22 février 1885).
- 17 février : disparition inexpliquée de l'écrivain Julien Torma (° 6 avril 1902).
- 20 février : Takiji Kobayashi, écrivain japonais, mort sous la torture (° 1903).